# Andaniotes corpulentus
Andaniotes corpulentus är en kräftdjursart som först beskrevs av Thomson 1882.  Andaniotes corpulentus ingår i släktet Andaniotes och familjen Stegocephalidae. Inga underarter finns listade i Catalogue of Life.